# Bleed American
Albums de Jimmy Eat World
Clarity
(1999) Futures
(2004)
Bleed American est le quatrième album du groupe de rock américain Jimmy Eat World sorti le 24 juillet 2001. L'album fut rebaptisé Jimmy Eat World après les attentats du 11 septembre. Cependant, lors de la sortie de l'édition deluxe le 28 avril 2008, le titre original de l'album ainsi que la piste Bleed American fut remis.

## Liste des titres
| No  | Titre                               | Durée |
| --- | ----------------------------------- | ----- |
| 1.  | Bleed American AKA Salt Sweat Sugar | 3:02  |
| 2.  | A Praise Chorus                     | 4:03  |
| 3.  | The Middle                          | 2:46  |
| 4.  | Your House                          | 4:46  |
| 5.  | Sweetness                           | 3:40  |
| 6.  | Hear You Me                         | 4:45  |
| 7.  | If You Don't, Don't                 | 4:33  |
| 8.  | Get It Faster                       | 4:22  |
| 9.  | Cautioners                          | 5:21  |
| 10. | The Authority Song                  | 3:38  |
| 11. | My Sundown                          | 5:40  |

## Charts
- No 31  États-Unis

## Singles
| Titre                                       | Année | Chart |
| ------------------------------------------- | ----- | --- |
| Bleed American (rebaptisé Salt Sweat Sugar) | 2001  | No 18 Alternative radios États-Unis, No 60 Royaume-Uni                                                          |
| The Middle                                  | 2002  | No 5 États-Unis, No 36 radios rock mainstream États-Unis, No 1 Alternative radios États-Unis, No 26 Royaume-Uni |
| Sweetness                                   | 2002  | No 75 États-Unis, No 2 Alternative radios États-Unis, No 38 Royaume-Uni                                         |
| A Praise Chorus / The Middle                | 2003  | No 16 Alternative radios États-Unis, No 49 Australie                                                            |

## Autre
- The Middle est une chanson reprise dans le jeu Guitar Hero on Tour sur Nintendo DS et dans les jeux Guitar Hero World Tour et Rock Band 2
- Bleed American est une chanson reprise dans le jeu Guitar Hero 5
- The Middle a été reprise par le groupe We the Kings et est jouée lors de leurs concerts[2]
- The Middle fut utilisé dans le film L'apprenti sorcier sorti en 2010.